# Hypopterygium lutescens
Hypopterygium lutescens är en bladmossart som beskrevs av Hornschuch 1841. Hypopterygium lutescens ingår i släktet Hypopterygium och familjen Hookeriaceae. Inga underarter finns listade i Catalogue of Life.